# Savignac-de-Duras
Savignac-de-Duras é uma comuna francesa na região administrativa da Nova Aquitânia, no departamento Lot-et-Garonne. Estende-se por uma área de 14,47 km². Em 2010 a comuna tinha 220 habitantes (densidade: 15,2 hab./km²).